# Невьянское горнопромышленное акционерное общество

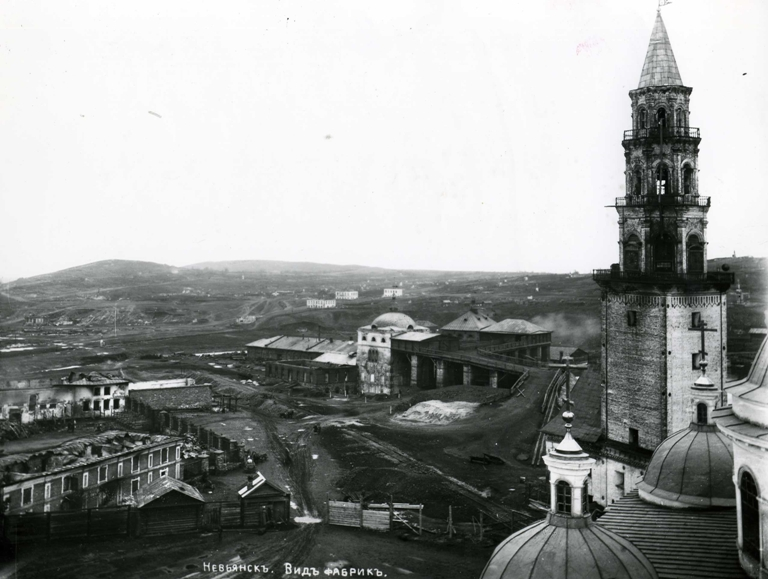
Невьянский завод. Фото начала XX века

Невья́нское горнопромы́шленное акционе́рное о́бщество — общество, образованное в 1906 году для эксплуатации заводов и приисков Невьянского горнопромышленного имения наследников П. С. Яковлева.

## История
- 19 ноября 1904 года утверждён Устав Акционерного общества Невьянских горных и механических заводов П. С. Яковлева, находившихся в Верхотурском и Екатеринбургском уездах Пермской губернии.
- В 1906 году владельцы Невьянского горнозаводского имения учредили Акционерное общество.
- В 1913 году оно переименовывается в Невьянское горнопромышленное акционерное общество. Главная контора находилась в Невьянске.

### Учредители
- графиня С. П. Гендрикова (жена графа В.А. Гендрикова, внучка владелицы завода Н. А. Стенбок-Фермор),
- граф М. Н. Грабе,
- тайный советник К. В. Рукавишников,
- гофмейстер А. С. Волков,
- полковник Н. Р. Трувелер,
- графиня Н. П. Гудович (жена графа В. В. Гудович, внучка владелицы завода Н. А. Стенбок-Фермор).

## Заводы
- Невьянский завод[1]
- Быньговский завод
- Петрокаменский завод
- Цементный завод в Невьянске. Начало строительства — май 1913 г. Открыт 24 апреля 1914 г. Выпускал портландцемент марки «Соболь».
- Артиллерийский завод в Невьянске. Поставлял Главному артиллерийскому управлению трехдюймовые фугасные снаряды и взрыватели.

## Рудники

### Железные рудники
- Высокогорский
- Мироновский
- Староборский
- Шуралинский

### Медные рудники
- Горленский
- Фельковский

## Золотые прииски
- Абросимовский
- Быньговские 1-й и 2-й
- Илимский
- Коневской
- Нейво-Ключевский
- Николаевский
- Одинский
- Середовинский
- Сухологовский
- Шуваловский